# Pogogyne
Pogogyne es un género con once especies de plantas con flores perteneciente a la familia Lamiaceae. Es originario de Estados Unidos y México.

## Especies seleccionadas
| - Pogogyne abramsi - Pogogyne clareana - Pogogyne douglasii - Pogogyne floribunda - Pogogyne multiflora - Pogogyne nudiuscula | - Pogogyne parviflora - Pogogyne serpylloides - Pogogyne tenuiflora - Pogogyne ziziphoroides - Pogogyne zizyphoroides |